# Георги Мешков
Георги Тодоров Мешков е български юрист, революционер и политик, деец на Българската комунистическа партия, народен обвинител в процесите на Четвърти състав на т.нар. Народен съд (1944 – 1945), съдия във Върховната военна колегия (1949 – 1953).

## Биография
Георги Мешков е роден в 1894 година в София, в семейство на бежанци от Македония. През 1913 година завършва с последния двадесет и седми випуск Солунската българска мъжка гимназия. По професия е юрист и работи като адвокат от 1920 до 1949 година. Влиза в БКП в 1919 година. От 1923 до 1925 година активно участва в нелегалната дейност на партията. Арестуван е по Закона за защита на държавата в 1925 година и е осъден на 12 години затвор. На следната 1926 година е освободен след амнистия. Отново се заема с комунистическа дейност и е един от основателите на легалната Работническа партия. Участва в Процеса на 52-мата. Сред ръководителите е на българската секция на Международния юридически съюз. През 1930 — 1935 година Мешков отговаря за явките на нелегалната БКП. Арестуван е по делото на Павел Раденков, но е освободен поради отсъствие на доказателства. Мешков е сред дейците работещи за съюз с другите леви партии в така наречения Народен фронт.
След Деветосептемврийския преврат от 1944 година Мешков е народен обвинител при Четвърти върховен състав на Народния съд. По-късно от 1949 до 1953 година е съдия във Върховната военна колегия.